# 文昌阁塔
文昌阁塔，位于中国广东省惠州市惠东县梁化镇星湖村，为惠东县的一个县级文物保护单位，类型为古建筑，公布时间为1987年。
文昌阁塔的历史年代为明代。